# 星をとって (アルバム)
「星をとって」（ほしをとって）は、2010年1月12日に発売されたKARAの楽曲。

## 概要
SBSテレビドラマ『星をとって』の主題歌である。2010年1月12日この曲を公開し、2010年1月25日CDで全曲が入っているPart.2を発売した。

### 収録曲
1. 星を取って (KARA)
2. あなただから(私の愛するあなただから)
3. たぶん (Jaycade)
4. 涙の距離 (ジュナ)
5. I Am A Mother (ジヘ)
6. Once Again (コン・ボギョン)
7. 希望を探して
8. 懐かしい家族
9. 星の歌
10. 愛の傷
11. 嘘になった真実
12. 虹町内
13. 走れ、信用不良者
14. 幸せの予感
15. 痛みの涙
16. I Am A Mother (String Ver.)
17. Warm-Hearted (アダム)
18. 酒に酔って (Yellow String Boys)
19. 午後の風景 Pt.2 (Main Street )
20. Magic (Blue Sorbet)
21. Lullaby (Eniac)

| スタブアイコン | サブスタブ | この項目は、まだ閲覧者の調べものの参照としては役立たない、シングルに関連した書きかけの項目です。この項目を加筆・訂正などしてくださる協力者を求めています（P:音楽/PJ:楽曲）。 |